# Curicó (tỉnh)

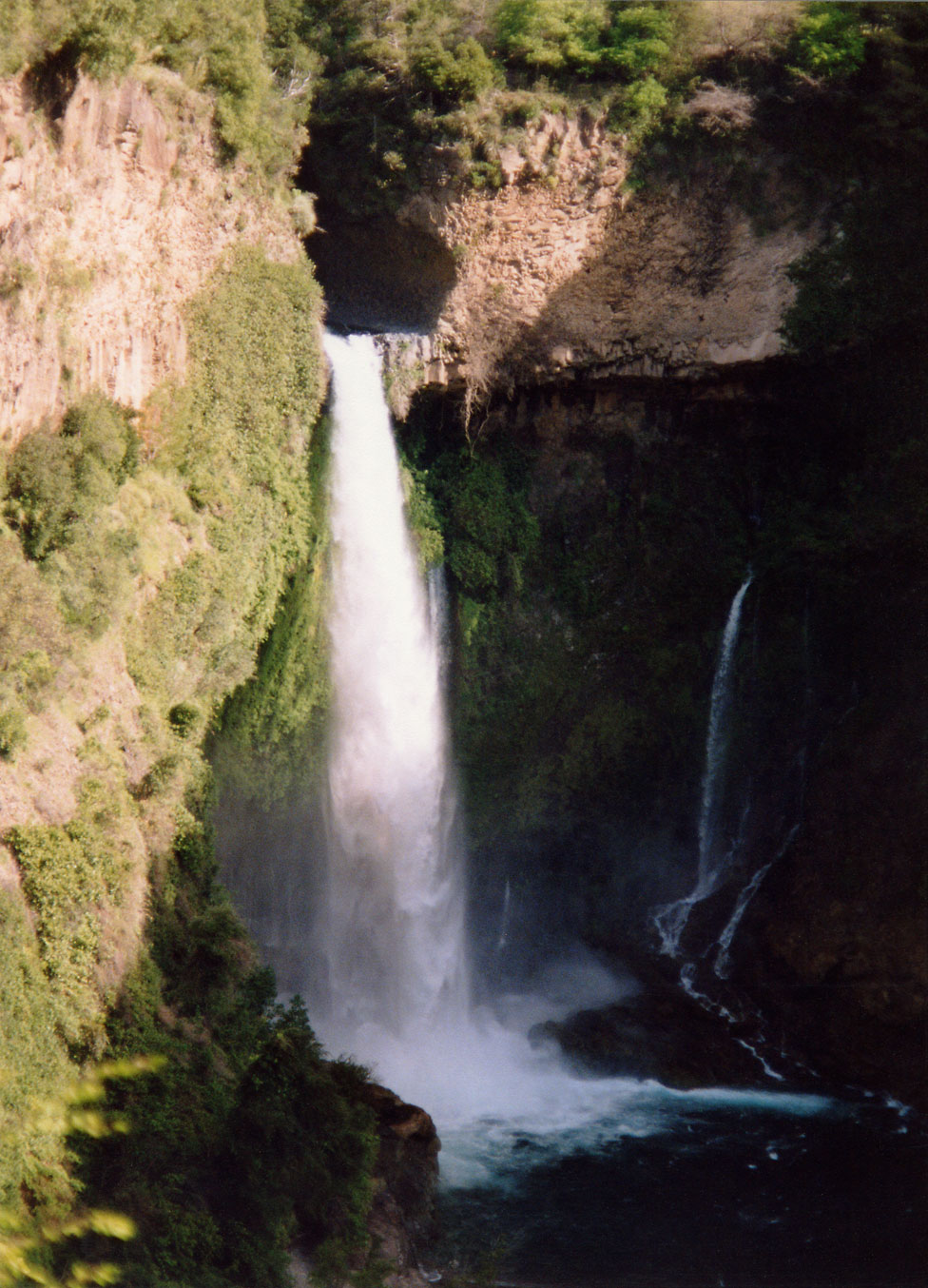
Thác nước ở tỉnh Curicó

Tỉnh Curicó (tiếng Tây Ban Nha: Provincia de Curicó) là một tỉnh của Chile. Tỉnh có diện tích 7280.9 km2, dân số theo điều tra năm 2002 là 244053 người. Tỉnh lỵ đóng ở Curicó. Tỉnh có 9 khu tự quản.